# Marquesado de Morata de la Vega
El marquesado de Morata de la Vega es un título nobiliario español creado el 9 de septiembre de 1635 por el rey Felipe IV a favor de Gaspar Dávila-Mesía y Felípez de Guzmán, II marqués de Leganés, gobernador de Orán y de Valencia.

## Marqueses de Morata de la Vega
|                        | Titular                                                         | Periodo                |
| Creación por Felipe IV | Creación por Felipe IV                                          | Creación por Felipe IV |
| ---------------------- | --------------------------------------------------------------- | ---------------------- |
| I                      | Gaspar Dávila Mesía y Felípez de Guzmán                         | 1635-1666              |
| II                     | Diego Dávila Mesía y Guzmán                                     | 1666-1711              |
| III                    | Antonio Gaspar de Moscoso Osorio y Aragón                       | 1711-1725              |
| IV                     | Ventura Osorio de Moscoso y Guzmán Dávila y Aragón              | 1725-1734              |
| V                      | Ventura Osorio de Moscoso y Fernández de Córdoba                | 1734-1776              |
| VI                     | Vicente Joaquín Osorio de Moscoso y Guzmán                      | 1776-1816              |
| VII                    | Vicente Isabel Osorio de Moscoso y Álvarez de Toledo            | 1816-1837              |
| VIII                   | Vicente Pío Osorio de Moscoso y Ponce de León                   | 1837-1864              |
| IX                     | María Cristina Osorio de Moscoso y de Borbón                    | 1866-1904              |
| X                      | Pedro de Alcántara de Bauffremont y d'Aubusson de la Frenillade | 1904-1945              |
| XI                     | Leopoldo Barón y Osorio de Moscoso                              | 1959-1974              |
| XII                    | Gonzalo Barón y Gavito                                          | 1976-actual titular    |

## Historia de los marqueses de Morata de la Vega
- Gaspar Dávila Mesía y Felípez de Guzmán (m. 31 de diciembre de 1666), I marqués de Morata de la Vega,[1] II marqués de Leganés, IV duque de Sanlúcar la Mayor.

Casó con su prima Francisca de Córdoba (alias Rojas y Córdoba), VI marquesa de Poza. Le sucedió su hijo:
- Diego Messia Felípez de Guzmán (Badajoz, abril de 1649-Château de Vincennes, 28 de febrero de 1711),[2] II marqués de Morata de la Vega,[1][3] VI duque de Sanlúcar la Mayor,[4] III marqués de Leganés,[5] III marqués de Mairena, IV conde de Arzarcóllar,[3] señor de Valverde, Villar del Rey, Villar del Águila, Velilla y Vacia-Madrid, gentilhombre de cámara con ejercicio del rey, general de caballería de Cataluña, virrey de Valencia, virrey de Cataluña, virrey de Navarra, virrey de Cerdeña, comendador de Carrizosa de la Orden de Santiago, comendador mayor de León de Santiago.[3][2] Era hijo de Gaspar Messía Felípez de Guzmán Spínola, V duque de Sanlúcar la Mayor, II marqués de Leganés, I marqués de Morata de la Vega y virrey de Valencia, y de Francisca de Córdoba Rojas Cardona.[3]

Casó, el 22 de septiembre de 1668, con Jerónima de Benavides y Corella. hija de Francisco de Benavides Dávila, IX conde de Santisteban del Puerto. Su única hija, Francisca, murió en la infancia. Le sucedió su sobrino, bisnieto del I marqués de Leganés a través de su hija Inés:
- Antonio Gaspar de Moscoso Osorio y Aragón (1689-3 de enero de 1725)[7] III marqués de Morata de la Vega,[1] VII duque de Sanlúcar la Mayor,[4] IV marqués de Leganés,[5] VIII conde de Altamira,[8] tres veces grande de España, VII marqués de Almazán,[9] IV marqués de Mairena,  VIII marqués de Poza, V conde de Arzarcóllar, VII conde de Lodosa y XI conde de Monteagudo de Mendoza.

Casó, el 17 de febrero de 1707, con Ana Nicolasa de Guzmán Osorio Dávila y Manrique de Zúñiga (8 de julio de 1692-Madrid, 11 de diciembre de 1762), IV duquesa de Atrisco, XIII marquesa de Astorga, VII marquesa de Velada, tres veces grande de España, X marquesa de Ayamonte, V marquesa de San Román, VI marquesa de Villamanrique, XV condesa de Nieva, VI condesa de Saltés y XIV condesa de Santa Marta. Era hija de Melchor de Guzmán Osorio Dávila y Manrique de Zúñiga (m. 15 de abril de 1710), VI marqués de Velada, XII marqués de Astorga, dos veces grande de España, IX marqués de Ayamonte, V marqués de Villamanrique, IV marqués de San Román, XIII conde de Trastámara, XIV conde de Nieva, XIII conde de Santa Marta y V conde de Saltés, y de Mariana de Córdoba y Figueroa. Sucedió su hijo:
- Ventura Antonio Osorio Moscoso (m. 29 de marzo de 1734), IV marqués de Morata de la Vega,[1] VI duque de Medina de las Torres,[13] VIII duque de Sanlúcar la Mayor,[14] XIV marqués de Astorga,[11] V marqués de Leganés,[15] IX conde de Altamira,[8] cinco veces grande de España, VIII marqués de Almazán, XI marqués de Ayamonte, V marqués de Mairena, V marqués de Monasterio, IX marqués de Poza, VI marqués de San Román, VII marqués de Villamanrique, VI conde de Arzarcóllar,[7] VIII conde de Lodosa, XIII conde de Monteagudo de Mendoza, VII conde de Saltés[7] y XIV conde de Trastámara.

Casó con Buenaventura Fernández de Córdoba y Cardona, IX duquesa de Baena, XI duquesa de Sessa, X duquesa de Soma, XV condesa de Cabra, X duquesa de Andría, XI duquesa de Santángelo, XV condesa de Palamós, XI condesa de Trivento, XI condesa de Avelino, X condesa de Oliveto, XXI baronesa de Bellpuig, XI baronesa de Calonge y XII baronesa de Liñola. Sucedió su hijo:
- Ventura Antonio Osorio de Moscoso y Fernández de Córdoba (15 de diciembre de 1733- 6 de enero de 1776),[20] V marqués de Morata de la Vega,[1] VII conde de Arzarcóllar,[19] V duque de Atrisco,[10] X duque de Baena,[16] VII duque de Medina de las Torres,[21] IX duque de Sanlúcar la Mayor,[22] XII duque de Sessa,[17] XI duque de Soma,[15] XIV marqués de Astorga,[11] VI marqués de Leganés,[15] VIII marqués de Velada,[10]  X conde de Altamira,[8] XVI conde de Cabra,[18] once veces grande de España, IX marqués de Almazán, XII marqués de Ayamonte,[19] VI marqués de Mairena,[19] VI marqués de Monasterio, X marqués de Poza, VII marqués de San Román (antigua denominación), VIII marqués de Villamanrique, XVII conde de Avelino, VII conde de Arzarcóllar,[19] IX conde de Lodosa, XIV conde de Monteagudo de Mendoza,[19] XVII conde de Nieva, XI conde de Oliveto, XVII conde de Palamós, VIII conde de Saltés,[19] XVI conde de Santa Marta de Ortigueira, XV conde de Trastámara, XVII conde de Trivento, XXI vizconde de Iznájar, XXVI barón de Bellpuig, XI barón de Calonge y XIII barón de Liñola.

Casó, el 21 de septiembre de 1749, con María de la Concepción de Guzmán y Fernández de Córdoba, hija de José de Guzmán y Guevara, VI marqués de Montealegre, VI marqués de Quintana del Marco, IV marqués de Guevara, VII conde de Castronuevo, VII [Condado de los Arcos|conde de los Arcos]], XII conde de Oñate y VIII conde de Villamediana, y de su esposa María Felicha Fernández de Córdoba y Spínola, hija de Nicolás María Fernández de Córdoba y Figueroa, X duque de Medinaceli grande de España y IX marqués de Priego. Le sucedió su hijo:
- Vicente Joaquín Osorio de Moscoso y Guzmán (Madrid, 17 de enero de 1756-26 de agosto de 1816), VI marqués de Morata de la Vega,[1] IX marqués de Velada,[12][23] VI duque de Atrisco,[10] XI duque de Baena,[16] XV duque de Maqueda,[24] VIII duque de Medina de las Torres,[21] X duque de Sanlúcar la Mayor,[22] XIII duque de Sessa,[25] XII duque de Soma,[26] XV marqués de Astorga,[11] VII marqués de Leganés,[5] XI conde de Altamira,[8] XVII conde de Cabra,[18] doce veces grande de España, marqués de Almazán, XIII marqués de Ayamonte,[19] marqués de Elche, VII marqués de Mairena, VII marqués de Monasterio, XI marqués de Poza, VIII marqués de San Román, IX marqués de Villamanrique, XIII conde de Avelino, VIII conde de Arzarcóllar,[19] X conde de Lodosa, XV conde de Monteagudo de Mendoza,[19] XVIII conde de Nieva, XII conde de Oliveto, XVII conde de Palamós, IX conde de Saltés,[19] XVII conde de Santa María de Ortigueira, XVI conde de Trastámara, XXII vizconde de Iznájar, XXIII barón de Bellpuig, XIII barón de Calonge y XIV barón de Liñola.[19]

Casó en primeras nupcias, el 3 de abril de 1774, con María Ignacia Álvarez de Toledo y Gonzaga, hija de Antonio Álvarez de Toledo Osorio Pérez de Guzmán el Bueno y su segunda esposa, María Antonia Gonzaga, marqueses de Villafranca del Bierzo, y en segundas, siendo su segundo esposo, con María Magdalena Fernández de Córdoba y Ponce de León, hija de los marqueses de Puebla de los Infantes. Le sucedió su hijo del primer matrimonio:
- Vicente Isabel Osorio de Moscoso y Álvarez de Toledo (Madrid, 19 de noviembre de 1777-31 de agosto de 1837), VII marqués de Morata de la Vega,[1] VII duque de Atrisco,[10] XII duque de Baena,[16] XVI duque de Maqueda, IX duque de Medina de las Torres,[21] XI duque de Sanlúcar la Mayor,[22] XIV duque de Sessa,[25] XIII duque de Soma,[15] XVI marqués de Astorga,[11] VIII marqués de Leganés,[15] X marqués de Velada,[12] XII conde de Altamira,[8] XVIII conde de Cabra,[18] doce veces grande de España, XI marqués de Almazán, XIV marqués de Ayamonte,[27] XVIII marqués de Elche, VIII marqués de Mairena, VIII marqués de Monasterio,  XII marqués de Poza, IX marqués de San Román, X marqués de Villamanrique, IX conde de Arzarcóllar,[27] XVI conde de Monteagudo de Mendoza[27] XVIII conde de Palamós, X conde de Saltés,[27] XVIII conde de Santa Marta, XXIII vizconde de Iznájar, XXIV barón de Bellpuig, XIV barón de Calonge y XV barón de Liñola.

Casó en primeras nupcias, el 12 de febrero de 1798, con María del Carmen Ponce de León y Carvajal, VIII marquesa del Águila, V condesa de Garcíez, hija de Antonio María Ponce de León Dávila y Carrillo de Albornoz, III duque de Montemar, VIII marqués de Castromonte, dos veces grande de España, VII marqués del Águila, V conde de Valhermoso, IV conde de Garcíez, y de María del Buen Consejo Carvajal y Gonzaga, hija de Manuel Bernardino de Carvajal y Zúñiga, VI duque de Abrantes, V duque de Linares, etc. Contrajo un segundo matrimonio el 14 de febrero de 1834 con María Manuela de Yanguas y Frías. Le sucedió su hijo del primer matrimonio:  Le sucedió su hijo:
- Vicente Pío Osorio de Moscoso y Ponce de León (1801-22 de febrero de 1864), VIII marqués de Morata de la Vega,[1] VIII duque de Atrisco,[10] XIII duque de Baena,[16] XVII duque de Maqueda, X duque de Medina de las Torres,[21] IV duque de Montemar,[28] XII duque de Sanlúcar la Mayor,[22] XV duque de Sessa,[25] XIV duque de Soma,[26] XVII marqués de Astorga,[11] IX marqués de Castromonte,[29] IX marqués de Leganés,[5] XI marqués de Velada,[12] XIII conde de Altamira,[8] XIX conde de Cabra,[18] catorce veces grande de España, X marqués del Águila, XII marqués de Almazán, XV marqués de Ayamonte, marqués de Elche, IX marqués de Mairena, XII marqués de Montemayor, XIII marqués de Poza, X marqués de San Román, XI marqués de Villamanrique,   VIII marqués de Monasterio, conde de Cantillana, X conde de Arzarcóllar,[27] VI conde de Garcíez, XII conde de Lodosa, XVII conde de Monteagudo de Mendoza,[27] XIX conde de Nieva, XX conde de Palamós, XI conde de Saltés,[27] conde de Trastámara, XIX conde de Santa Marta, XIV conde de Oliveto,[27] VI conde de Valhermoso, XXIV vizconde de Iznájar, XXV barón de Bellpuig, XV barón de Calonge y XVI barón de Liñola.[27]

Casó con María Luisa de Carvajal Vargas y Queralt, hija de José Miguel de Carvajal y Vargas, II duque de San Carlos, VI conde de Castillejo y IX conde del Puerto. Le sucedió su nieta, hija de José María Osorio de Moscoso y Carvajal, XVIII duque de Maqueda, XVI duque de Sessa,, XVIII marqués de Astorga, XIV conde de Altamira, XX conde de Cabra, VI duque de Montemar, XIII marqués del Águila,, etc. y de su esposa, la infanta Luisa Teresa de Borbón y nieta del infante Francisco de Paula de Borbón:
- María Cristina Osorio de Moscoso y Borbón (Ginebra, 26 de mayo de 1850-París, 27 de marzo de 1904), IX marquesa de Morata de la Vega[1] X marquesa de Leganés,[5] IX duquesa de Atrisco,[10] dos veces grande de España,y dama de la Orden de la Reina María Luisa.

Casó el 11 de marzo de 1865, en Madrid, con Pierre-Laurent de Bauffremont, VI duque de Bauffremont, hijo de la princesa Anne-Antoine de Bauffremont. Le sucedió su hijo:
- Pedro de Alcántara de Bauffremont y Osorio de Moscoso (28 de octubre de 1879-13 de marzo de 1945), X marqués de Morata de la Vega,[1] XI marqués de Leganés,[5] X duque de Atrisco,[10] dos veces grande de España y VII duque de Bauffremont.

Casó con Marie-Thérèse de la Bouchardière, con la que tuvo amplia descendencia. En 25 de noviembre de 1960 sucedió su sobrino: :
- Leopoldo Barón y Osorio de Moscoso (1920-1974),  XI marqués de Morata de la Vega,[1][32]XII marqués de Leganés,[5] XI duque de Atrisco,[10] XX duque de Sessa, XVIII conde de Altamira, cuatro veces grande de España, y marqués del Pico de Velasco de Angustina.

Casó con María Cristina Gavito y Jáuregui. Le sucedió su hijo:
- Gonzalo Barón y Gavito (n. en México, 27 de febrero de 1948),  XII marqués de Morata de la Vega,[1] XIII marqués de Leganés,[5] XII duque de Atrisco,[10] XXI duque de Sessa, XXIII marqués de Astorga, XX conde de Altamira, cinco veces grande de España, y XIII marqués del Pico de Velasco de Angustina.[31]

Casó el 17 e agosto de 1974 con Susana Carral y Pinsón.